# Love Again (西野カナのアルバム)
『Love Again』（ラブ・アゲイン）は、西野カナのミニ・アルバム。2024年9月18日に、ソニー・ミュージックレーベルズ傘下のSME Recordsより発売された。

## 概要
前作『ALL TIME BEST 〜Love Collection 15th Anniversary〜』から7か月ぶりのリリース。活動休止前としては『Love Collection 2 〜pink〜』及び『Love Collection 2 〜mint〜』以来6年ぶりとなる。
今作のリリース発表と同時に、完全復帰（活動再開）宣言を表明した。またこの完全復帰と併せて、11月にはワンマン公演「Love Again Live 2024」の開催を発表した。全曲が完全未発表による書き下ろし新曲で、全5曲収録されている。西野にとってキャリア初のミニ・アルバム（EP盤）でもある。

## 収録曲

### CD【全形態共通】
1. EYES ON YOU
作詞：Kana Nishino、GIORGIO 13 / 作曲：Giorgio Cancemi
  - ソニー デジタル一眼カメラα 「VLOGCAM™ ZV-E10 II」WEB-CMソング
  - ABEMA『ウェディングウォーズ』主題歌[1]
  - 完全復帰後初の新曲として、7月5日に先行配信され、1週間後の12日にはミュージック・ビデオが公開された。
2. 15
作詞：Kana Nishino / 作曲：8on・Jonathan B-T
3. イントゥ・ミー
作詞：Kana Nishino / 作曲：Mazie・Colin Brittain・Elijah Noll・Page Grace
4. Funny
作詞：Kana Nishino、Zembnal / 作曲：Zembnal
5. また君に恋をする
作詞：Kana Nishino / 作曲：Zembnal
  - 8月30日に先行配信され、同日22時にミュージック・ビデオが公開された。

### DVD【初回盤のみ付属】
- 「EYES ON YOU」Music Video
- 「また君に恋をする」Music Video

## Kana Nishino Love Again Live 2024
『Kana Nishino Love Again Live 2024』は、西野カナが2024年秋に行った単独ライブ。

### 概要
活動再開後初のライブで、2019年2月に開催された「Kana Nishino Love Collection Live 2019」以来5年半ぶりの単独ライブ。
活動再開の報告に合わせて、「Love Again」の発表とともに開催が告知された。

### スケジュール
| # | 公演日 | 会場         | 開場時間 | 開演時間 |
| - | ------ | ------------ | -------- | -------- |
| 1 | 11/13  | 横浜アリーナ | 18:00    | 19:00    |
| 2 | 11/14  | 横浜アリーナ | 18:00    | 19:00    |

### セットリスト
1. if
  - 11thシングル表題曲
2. 遠くても
  - 5thシングル表題曲
3. Have a nice day
  - 6thアルバム『Just LOVE』リード曲
4. Darling
  - 24thシングル表題曲
5. 15
  - 1st EP『Love Again』収録曲
6. もっと…
  - 7thシングル表題曲
7. Distance
  - 13thシングル表題曲
8. No.1
  - コンピレーション・アルバム『Secret Collection 〜GREEN～』リード曲
9. BRAVE HEART
10. Still love you
  - 24thシングル『Darling』収録曲
11. イントゥ・ミー
  - 1st EP『Love Again』収録曲
12. MEOW
  - 7thアルバム『LOVE it』収録曲
13. FANTASY
  - 4thアルバム『Love Place』収録曲
14. I wanna see you dance
  - 6thアルバム『Just LOVE』収録曲
15. このままで
  - 2ndアルバム『to LOVE』収録曲
16. 君って
  - 12thシングル表題曲
17. GO FOR IT !!
  - 18thシングル表題曲
18. LOVE & JOY
  - 24thシングル『Darling』収録曲
19. トリセツ
  - 27thシングル表題曲
20. また君に恋をする
  - 1st EP『Love Again』リード曲
21. EYES ON YOU
  - 1st EP『Love Again』リード曲
22. Best Friend
  - 9thシングル表題曲